# 圣索沃尔德朗德蒙
圣索沃尔德朗德蒙（法語：Saint-Sauveur-de-Landemont，法語發音：[sɛ̃ sovœʁ də lɑ̃dmɔ̃] ⓘ，意为“朗德蒙的圣索沃尔”）是法国曼恩-卢瓦尔省的一个旧市镇，属于绍莱区。2015年12月15日，圣索沃尔德朗德蒙和相邻的8个市镇合并为新市镇奥雷当茹（Orée d'Anjou）。

## 地理
圣索沃尔德朗德蒙（47°17'3"N, 1°15'22"W）面积11.69 平方千米，位于法国卢瓦尔河地区大区曼恩-卢瓦尔省，该省份为法国西部内陆省份，大致对应安茹地区，北起顺时针与马耶讷省、萨尔特省、安德尔-卢瓦尔省、维埃纳省、德塞夫勒省、旺代省、大西洋卢瓦尔省和伊勒-维莱讷省接壤。
与圣索沃尔德朗德蒙接壤的市镇（或旧市镇、城区）包括：巴尔伯沙、德兰、朗德蒙、圣洛朗德索泰勒。
圣索沃尔德朗德蒙的时区为UTC+01:00、UTC+02:00（夏令时）。

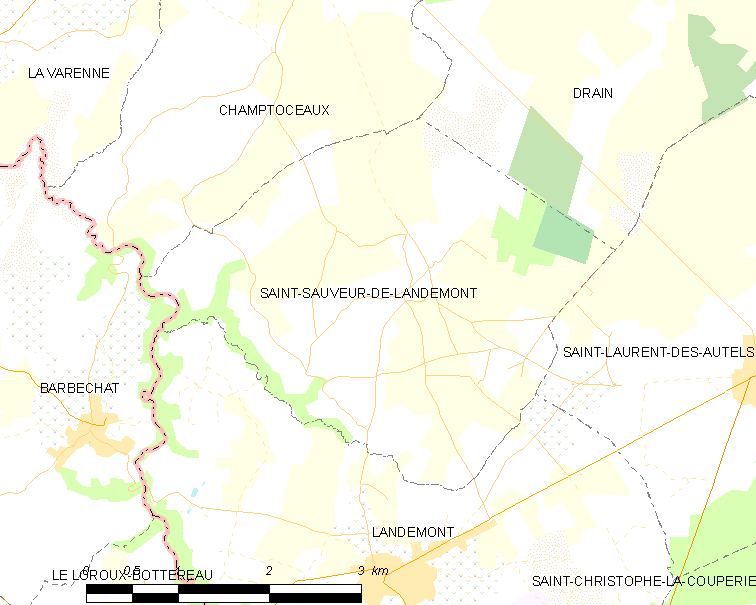
圣索沃尔德朗德蒙的OSM定位图

## 行政
圣索沃尔德朗德蒙的邮政编码为49270，INSEE市镇编码为49320。

## 政治
圣索沃尔德朗德蒙所属的省级选区为卢瓦尔河畔莫日县。

## 人口

1962-2008年间圣索沃尔德朗德蒙人口变化图示

圣索沃尔德朗德蒙于2018年1月1日时的人口数量为991人。